# Schismatoglottis calyptrata
Schismatoglottis calyptrata là một loài thực vật có hoa trong họ Ráy (Araceae). Loài này được (Roxb.) Zoll. & Moritzi miêu tả khoa học đầu tiên năm 1854.

## Hình ảnh

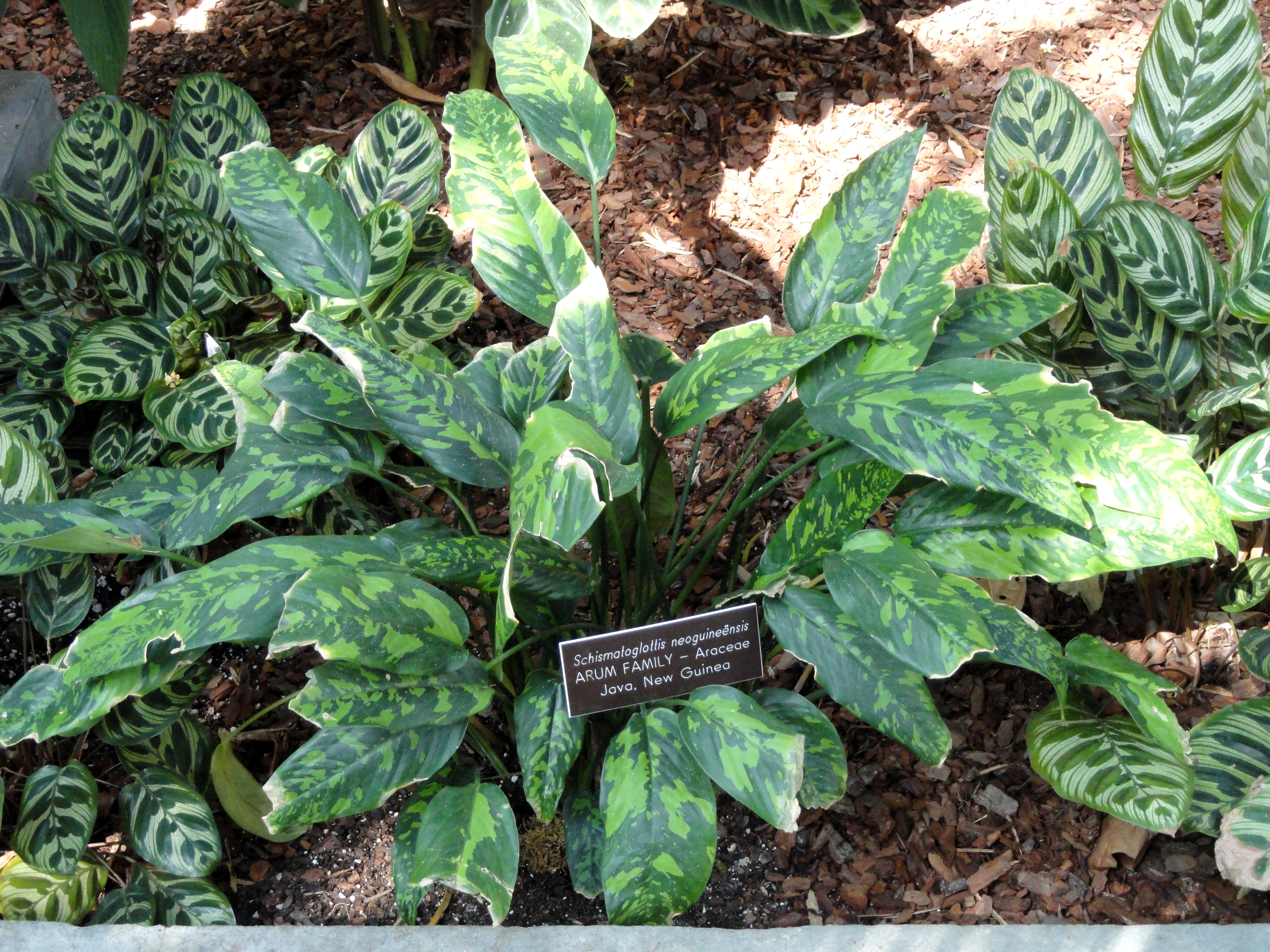